# Balby
Balby est une paroisse civile et un quartier de Doncaster dans le nord-est de l'Angleterre. Dans la ville se trouve un collège de sports, le Balby Carr Community Sports College. L'émission de la BBC Open All Hours, a été filmée sur l'avenue Lister, Balby. Le salon de coiffure de Balby a été converti en magasin pendant la durée du tournage.